# Karl Keck (Maler)

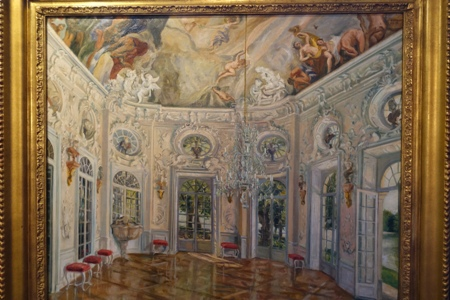
Karl Keck: Festsaal der Badenburg in München, 1920

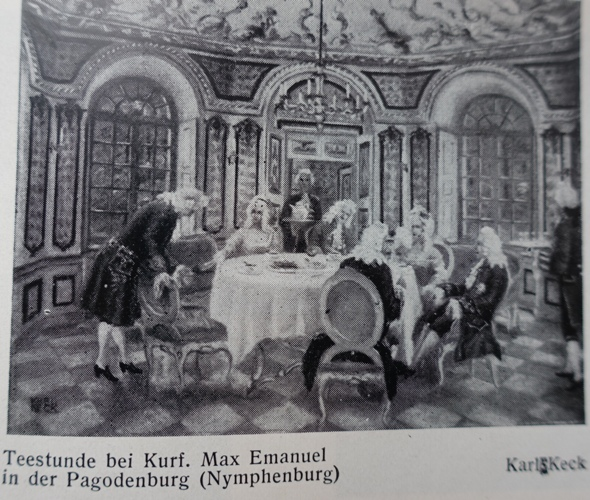
Aus "Aus Münchner Künstler Ateliers" von Johann Karl, S. 317

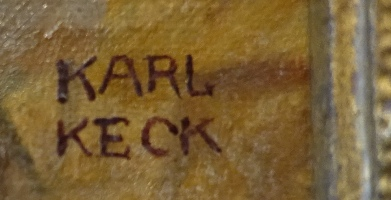
Signatur von Karl Keck

Karl Keck (* 17. März 1893 in München; † 16. Juli 1930 ebenda) war ein deutscher Landschafts- und Veduten-Maler.

## Leben
Nach dem Besuch der Ludwigsrealschule studierte Keck an der Malschule von Heinrich Knirr und an der Akademie der bildenden Künste München bei den Professoren Hermann Groeber und Franz von Stuck.
Eine Sammelausstellung im Jahr 1923 in der Galerie Paulus brachte ihm und seinem Werk besondere Aufmerksamkeit. 1929 nahm er als Mitglied des Künstlerbundes "Die Unabhängigen" an der ersten Kunstschau des Vereins teil. Sein Atelier befand sich in der Hermann-Schmid-Straße 3.

## Werk
Keck spezialisierte sich auf Landschafts- und Städtebilder sowie auf die Darstellung von Interieurs und Stillleben. Häufige Motive waren die repräsentativen Säle von Residenz, Burgen und Schlössern Münchens (s. Abb. Festsaal der Badenburg). Die Vielseitigkeit des Malers zeigt sich in seinem Gesamtwerk, das darüber hinaus Personen- und Porträtbilder (z. B. Zigeunerin, kleine Blumenfreundin) sowie Kompositionen mit religiösen Themen (z. B. Kreuzigung) beinhaltet.

## Gemälde (Auswahl)
- Asam-Haus mit Kirche[5]
- Blauer Salon der Residenz
- Festsaal der Badenburg
- Gelbes Kabinett der Amalienburg
- Kirschblüten
- Kleine Blumenfreundin
- Kreuzigung
- Teestunde bei Kurfürst Max Emanuel in der Pagodenburg
- Zigeunerin